# Cerithium lifuense
Cerithium lifuense là một loài ốc biển, là động vật thân mềm chân bụng sống ở biển thuộc họ Cerithiidae.

## Phân bố
The distribution của Cerithium lifuense bao gồms miền tây Thái Bình Dương.
- Taiwan[2]
- Philippines[2]
- Indonesia[2]